# 春那美希
春那 美希（はるな みき・1984年6月26日 - ）は、日本の女性モデルで、元レースクイーン。
大阪府出身。プリッツコーポレーション所属。愛称は「ミキパン」。

## 来歴
5人兄妹の4番目（姉3人と弟1人がいる）として大阪に生まれる。
大学時代から大阪でモデルの仕事を始めたが、2007年の東京モーターショーにSUBARUブースのコンパニオンとして参加したことをきっかけに現事務所と契約し、2008年2月に上京。2008年3月、SUPER GT「KONDO Racing クラリオンレースクイーン」に選ばれRQデビュー。満24歳のときであった。
2009年、柏木美里と共にSUPER GT「Keihin Blue Beauties」として活動。2010年には同じ事務所の岡田智子と共にSUPER GT「LEXUS TEAM LeMans ENEOS GIRLS」を務める。マーシャルアーツ日本キックボクシング連盟の「MAラウンドガール」としての活動もあった。
2011年、佐野真彩、三島ゆかりと共にSUPER GT「Weds Sport RACING PROJECT BANDOH」レースクイーンとして活躍。この年からRACING PROJECT BANDOHはGT500クラスへとグレードアップしたため、コスチュームのロゴマークが「Weds Sport Super GT 500 Racing Team BANDOH」に変更された。
2012年には3年ぶりにKeihin Blue Beautiesに復帰（この時の相方は城品萌音）した一方、WedsのRQで一緒だった佐野真彩と共に競輪専門チャンネル「SPEEDチャンネル」イメージガールユニット『スピーチーズ』に参加。同チャンネルの番組「こぎだせ!青春」ではリポーターを務めた。またこの年からは雑誌「GOLF TODAY」のイメージガールユニットに当たる“GTバーディーズ”としても活動していた。
2013年、同じ事務所の遠藤ゆきえと共にSUPER GT「RAYBRIGレースクイーン」として活躍。2014年1月10日、東京オートサロン内で行われた「第4回日本レースクイーン大賞」でファイナリスト5人の中に選ばれる（この時のグランプリはWedsのRQだった佐野真彩）。時に29歳となった春那は、このステージ上でレースクイーン引退を発表。RQ活動6年間で一貫してGT500クラスのチームに携わった。
RQ卒業後の2014年から2016年までは、スーパーフォーミュラのナビゲーター（レースの模様や開催サーキットの様子を伝える、一種のレポーター）を3年連続で務め、引き続きモータースポーツの現場に携わる。また2015年からはレインボータウンFMの番組『KIBA BREEZE!!!』にもレギュラー出演している。
35歳の誕生日を2週間後に控えた2019年6月12日放送の『KIBA BREEZE!!!』において、入籍したことに加え、第一子を妊娠していることを明かした。同年11月22日、第一子の出産をTwitterで報告。

## 人物
- 現事務所入りのきっかけを作った2007年の東京モーターショーで一緒だったコンパニオン仲間とは今でも「S会」という女子会を開くほど交流が深い[15]。
- 高校時代は歯医者でアルバイトをしていた[16]。

## 出演

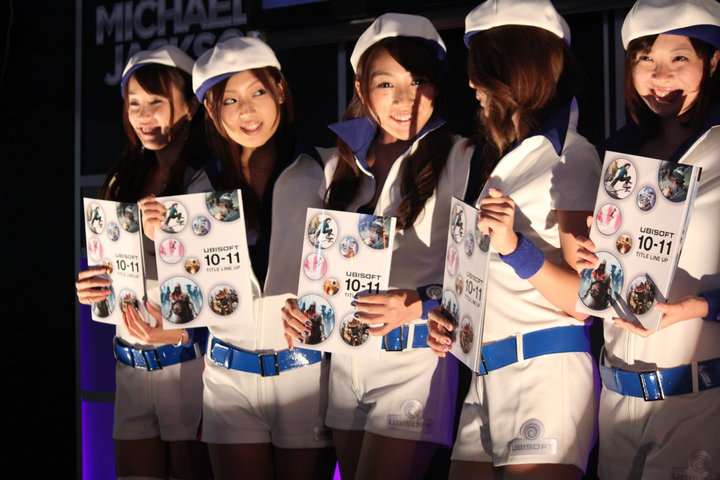
東京ゲームショウ2010にて。写真左端から青依、松本麻実、春那美希、ますあや、高梨まり。

### テレビ
- 真券 GOLD RUSH!（SPEEDチャンネル・2016年4月 - ） - スピーチーズでも共働した青山りょうとも共演[17]
- 古閑美保のスマートゴルフレッスン（FOXスポーツ&エンタテインメント・2016年6月） - 渡辺順子とも共演[17]

### ラジオ
- KIBA BREEZE!!!（レインボータウンFM・2015年 - 現在）[12]

### イベント
- 2007年10月：東京モーターショー「SUBARUブース」
- 2009年1月：東京オートサロン「SUBARUブース」
- 2009年9月：東京ゲームショウ「Ubisoftブース」
- 2009年10月：東京モーターショー「MAZDAブース」
- 2010年9月：東京ゲームショウ「Ubisoftブース」
- 2011年1月：東京オートサロン「TWSプリンセス」
- 2011年2月：CP+「CASIOブース」
- 2011年11月：東京モーターショー「SUBARUブース」
- 2012年2月：CP+「CASIOブース」
- 2013年1月：東京オートサロン「BRIDGESTONブース」（佐野真彩とも共演）
- 2013年9月：東京ゲームショウ「マイクロソフト Xboxブース」
- 2016年2月：東北モーターショー in 仙台「SUBARUブース」

### CM
- Holts（武蔵ホルト）「Turtle WAX 突然アイス隊篇」（2011年） - 共演：木村亜梨沙、谷真奈実、水沢芽瑠[動画 3]

### その他
- アサヒフード&ヘルスケア「ミンティアガールズ」（2010年 - 2011年）
- 三栄書房「GOLF TODAY」GTバーディーズ（2012年 - 2016年）[雑誌 2]

### 雑誌
1. 1 2  『「GALS PARADISE」2008SUPER GTレースクイーンオフィシャルガイドブック』、株式会社三栄、2008年6月7日、24頁、2014年1月26日閲覧。
2. 1 2  「月刊GTB通信すっピン!“またまた新しいメンバー追加!!”」『GOLF TODAY』2012年3月号、株式会社三栄、197頁、2019年6月26日閲覧。

### 動画
1. ↑  RACING PROJECT BANDOH 【歴史】Weds&BANDOH モータースポーツヒストリーVol.5(2011 - 2020) - YouTube（2020年8月21日）2021年2月9日閲覧。
2. ↑  MAiDiGi TV 2013日本レースクイーン大賞「春那美希」 - YouTube（2014年1月11日）2021年2月9日閲覧。
3. ↑  HoltsOfficialTV Turtle WAX CM「突然アイス隊」（木村亜梨沙、谷真奈実、春那美希、水沢芽瑠）参上! - YouTube 2021年2月9日閲覧。